# ديسيديريو جاروفو
ديسيديريو جاروفو (بالإيطالية: Desiderio Garufo)‏ (22 أبريل 1987 بغروتي في إيطاليا - ) هو لاعب كرة قدم إيطالي في مركز الظهير. لعب مع نادي كاتانيا ونادي نوفارا ونادي طرابنش 1905 ‏ وASD Sangiovannese 1927 ‏ ونادي تارانتو 1927 وإيه جي نوسرينا 1910 ‏ وSSD Nissa FC ‏.